# Jack Whelbourne
Jack Whelbourne (Nottingham, 2 agosto 1991) è un pattinatore di short track britannico. Ha rappresentato la Gran Bretagna ai Giochi olimpici di  Vancouver 2010 e Soči 2014. 

## Palmarès
- Campionati mondiali

Montréal 2014: bronzo nella staffetta 5.000 m;
- Campionati europei

Dresda 2010: bronzo nella staffetta 5.000 m;
Heerenveen 2011: oro nei 500 m; argento nei 1.000 m; bronzo nella staffetta 5.000 m;
Mladá Boleslav 2012: argento nei 500 m;
Soči 2016: bronzo nella staffetta 5.000 m;
- Mondiali giovanili

Courmayeur 2011: argento in classifica generale